# 1985 en football
Cet article présente les faits marquants de l'année 1985 en football.

## Chronologie
- 18 janvier, Championnat de France : victoire de l'AS Monaco face aux Girondins de Bordeaux sur le score de 3-0.
  - Article de fond : Championnat de France de football 1984-1985

- 2 mai : le club anglais d'Everton remporte la Coupe des coupes face au club autrichien du Rapid Vienne (0-1).
  - Article détaillé : Coupe d'Europe des vainqueurs de coupe 1984-1985
- 22 mai : le Real Madrid (Espagne) remporte la Coupe de l'UEFA face au FC Fehérvár (Hongrie). C'est la première Coupe de l'UEFA remportée par un club espagnol.
- 29 mai : la Juventus remporte la Ligue des champions face à Liverpool (1-0). Platini inscrit l'unique but de la partie sur penalty. Il s'agit de la première Coupe des clubs champions européens gagnée par la Juve. Juste avant le début de la rencontre, des émeutes dans le stade de football font 40 morts.
  - Articles détaillés : Coupe des clubs champions européens 1984-1985 et Drame du Heysel

- 8 juin : l'AS Monaco remporte la Coupe de France en s'imposant sur le score de 1-0 face au Paris Saint-Germain. Bernard Genghini inscrit l'unique but de la partie. Il s'agit de la quatrième Coupe de France remportée par le club de la Principauté.

- 18-25 août : La troisième édition du Mundialito est organisée en Italie. La victoire finale revient à l’Angleterre, qui bat en finale l'Italie.
- 9 novembre, Championnat d'Espagne : au Camp Nou, le FC Barcelone s'impose 2-0 sur le Real Madrid. Les buts sont inscrits par Marcos Alonso et Ramon Calderé.

## Palmarès et trophées

### Champions nationaux
- Le Bayern Munich remporte le championnat d'Allemagne.
- Everton remporte le championnat d'Angleterre.
- Le FC Barcelone remporte le championnat d'Espagne.
- Le FC Porto remporte le championnat du Portugal.
- Les Girondins de Bordeaux remporte le championnat de France.
- L'Hellas Vérone remporte le championnat d'Italie.
- Le RSC Anderlecht remporte le championnat de Belgique.
- L'Ajax Amsterdam remporte le championnat des Pays-Bas.

### Trophées individuels
- Ballon d'or :  Michel Platini.
- Soulier d'or :  Fernando Gomes avec 39 buts au compteur.

## Naissances
Plus d'informations : Liste d'acteurs du football nés en 1985.
- 5 janvier : Juanfran, footballeur espagnol.
- 18 janvier : Riccardo Montolivo, footballeur italien.
- 22 janvier : Mohammed Sissoko, footballeur malien.
- 25 janvier : Marco Parolo, footballeur italien.
- 27 janvier : Rúben Amorim, footballeur portugais.
- 2 février : Silvestre Varela, footballeur portugais.
- 5 février : Cristiano Ronaldo, footballeur portugais.
- 14 février : Philippe Senderos, footballeur suisse.
- 16 février : Ron Vlaar, footballeur néerlandais.
- 21 février : Yeóryos Samarás, footballeur grec.
- 26 février : Fernando Llorente, footballeur espagnol.
- 10 mars : Lassana Diarra, footballeur français.
- 18 mars : Gordon Schildenfeld, footballeur croate.v
- 20 mars : Morgan Amalfitano, footballeur français.
- 20 mars : Nicolas Lombaerts, footballeur belge.
- 28 mars : Steve Mandanda, footballeur français.
- 29 mars : Fernando Amorebieta, footballeur vénézuélien.
- 9 avril : Antonio Nocerino, footballeur italien.
- 11 avril : Pablo Hernández, footballeur espagnol.
- 11 avril : Lee Keun-Ho, footballeur sud-coréen.
- 16 avril : Valon Behrami, footballeur suisse.
- 16 avril : Andreas Granqvist, footballeur suédois.
- 3 mai : Ezequiel Lavezzi, footballeur argentin.
- 4 mai : Fernandinho, footballeur brésilien.
- 5 mai : Emanuele Giaccherini, footballeur italien.
- 15 mai : Carl Medjani, footballeur algérien.
- 17 mai : Teofilo Gutierrez, footballeur colombien.
- 22 mai : Tranquillo Barnetta, footballeur suisse.
- 27 mai : Roberto Soldado, footballeur espagnol.
- 29 mai : Hernanes, footballeur brésilien.
- 4 juin : Lukas Podolski, footballeur allemand.
- 5 juin : Rubén de la Red, footballeur espagnol.
- 6 juin : Sebastian Larsson, footballeur suédois.
- 10 juin : Vasílis Torosídis, footballeur grec.
- 9 juillet : Ashley Young, footballeur anglais.
- 10 juillet : Mario Gómez, footballeur allemand.
- 10 juillet : Park Chu-young, footballeur sud-coréen.
- 15 juillet : Graziano Pellè, footballeur italien.
- 15 juillet : Burak Yilmaz, footballeur turc.
- 28 juillet : Mathieu Debuchy, footballeur français.
- 2 août : Jimmy Briand, footballeur français.
- 4 août : Antonio Valencia, footballeur équatorien.
- 4 août : Mark Milligan, footballeur Australien.
- 5 août : Laurent Ciman, footballeur belge.
- 5 août : Salomon Kalou, footballeur ivoirien.
- 6 août : Bafétimbi Gomis, footballeur français.
- 9 août : Filipe Luís, footballeur brésilien.
- 11 août : Sammy Bossut, footballeur belge.
- 18 août : Bryan Ruiz, footballeur costaricien.
- 20 août : Alvaro Negredo, footballeur espagnol.
- 27 août : Nikica Jelavic, footballeur croate.
- 29 août : Gonzalo Jara, footballeur chilien.
- 4 septembre : Raúl Albiol, footballeur espagnol.
- 9 septembre : Luka Modrić, footballeur croate.
- 10 septembre : Laurent Koscielny, footballeur français.
- 20 septembre : Abou Maïga, footballeur béninois.
- 24 octobre : Wayne Rooney, footballeur anglais.
- 4 novembre : Marcell Jansen, footballeur allemand.
- 10 novembre : Aleksandar Kolarov, footballeur serbe.
- 12 novembre : Adlène Guedioura, footballeur algérien.
- 14 novembre : Thomas Vermaelen, footballeur belge.
- 21 novembre : Jesus Navas, footballeur espagnol.
- 22 novembre : Asamoah Gyan, footballeur ghanéen.
- 28 novembre : Álvaro Pereira, footballeur uruguayen.
- 5 décembre : André-Pierre Gignac, footballeur français.
- 12 décembre : Guilherme Marinato, footballeur russe.
- 14 décembre : Jakub Blaszczykowski, footballeur polonais.
- 19 décembre : Gary Cahill, footballeur anglais.
- 27 décembre : Adil Rami, footballeur français.

## Décès
Plus d'informations : Liste d'acteurs du football morts en 1985.
- 3 janvier : décès à 59 ans de Jean-Jacques Kretzschmar, joueur français ayant remporté 2 Championnat de France[1].
- 7 janvier : décès à 76 ans de Jules Vandooren, international français ayant remporté le Championnat de France 1933 devenu entraîneur. Il fut également sélectionneur du Sénégal[2].
- 18 janvier décès à 75 ans de Santiago Urtizberea, joueur espagnol ayant remporté la Coupe de France 1941 devenu entraîneur.
- 28 janvier : décès à 74 ans d'Alfredo Foni, international italien ayant remporté la Coupe du monde 1938, la médaille d'or aux Jeux olympiques1936, le Championnat d'Italie 1935 et 2 Coupe d'Italie puis comme entraîneur 2 Championnat d'Italie. Il fut également sélectionneur de son pays.
- 4 février : décès à 78 ans de Ramon Llorens, joueur espagnol ayant remporté le Championnat d'Espagne 1929 et 4 Coupe d'Espagne devenu entraîneur.
- 5 février : décès à 48 ans de Hans Croon, joueur néerlandais devenu entraîneur ayant remporté la Coupe d'Europe des vainqueurs de coupe en 1976.
- 8 mars : décès à 83 ans d'Alfonso Saldarriaga, international péruvien.
- 24 mars : décès à 74 ans de Georges Carbonnet, joueur français[3].
- 12 avril : décès à 67 ans de Vicente Sasot, joueur puis entraîneur espagnol.
- 21 juin : décès à 75 ans de Constant Tison, joueur puis entraîneur français[4].
- 22 juillet : décès à 79 ans de Raoul Blanc, joueur français ayant remporté 2 Coupe de France[5].
- 26 juillet : décès à 62 ans de Božo Broketa, international yougoslave.
- 16 août : décès à 76 ans de Géza Toldi, international hongrois ayant remporté 5 Championnat de Hongrie puis comme entraîneur 2 Championnat du Danemark. Il fut également sélectionneur de la Belgique.
- 5 septembre : décès à 61 ans de Milorad Diskić, joueur yougoslave ayant remporté la médaille d'argent aux Jeux olympiques 1952 et 3 Championnat de Yougoslavie.
- 23 septembre : décès à 72 ans de Stefan Dembicki, joueur franco-polonais.
- 20 octobre : décès à 67 ans de Knud Børge Overgaard, international danois ayant remporté la médaille de bronze aux Jeux olympiques 1948.
- 13 novembre : décès à 64 ans de Francisco Amorós López, joueur espagnol ayant remporté le Championnat d'Espagne en 1948.
- 24 décembre : décès à 51 ans de Marcel Nowak, joueur français ayant remporté le Championnat de France en 1961 et la Coupe de France en 1963.